# Marginale Musique
Marginale Musique – trzeci i jednocześnie ostatni studyjny album francuskiego zespołu hip-hopowego Fonky Family. Premiera płyty odbyła się 9  stycznia 2006 roku. Wydawnictwo ukazało się nakładem trzech wytwórni Sony Music, Jive Records oraz Epic Records.
Płyta zadebiutowała na 1. miejscu listy notowań SNEP.

## Lista utworów
Źródło.
1. "Les Affaires Reprennent"
2. "C'est Plus Comme Avant"
3. "La Guerre"
4. "Le Quartier"
5. "Comme On Débarque"
6. "C'est Ca Ou Rien"
7. "C'est Tout Ce Qu'on A"
8. "1984 (Fallait Que Je Le Dise)" (gości. Kalash L'Afro)
9. "Marginale Musique"
10. "Le Plus Grand Des Voyous"
11. "On S'Invite"
12. "Dans Les Yeux"
13. "Ils Le Savent"
14. "Chez Nous"
15. "Cherche Pas"
16. "Piste Cachée: Un œil Sur Nous"